# خالد محمود
خالد محمود (26 نوفمبر 1969 -)، ممثل مصري. من اب مصري وام صينية .

## بدايته الفنية
التمثيل منذ طفولته حيث كان يشارك في المسرح المدرسى ولذلك التحق بالمعهد العالي للفنون المسرحية. برع في أداء الشخصية الايجابية مثل ضابط الشرطة أو الابن المطيع كما تميز من ناحية آخرى تقديم شخصية (الولد الشقى) سواء في الأعمال التليفزيونية أو السينمائية وقد بدأ الجمهور في معرفة الفنان خالد محمود بعد أن شارك في بطولة فيلم «شاويش نص الليل». شارك خالد محمود في أول عمل تليفزيونى وهو مسلسل «مذكرات زوج» أمام الفنان محمود ياسين ثم مسلسل «خلف الأبواب المغلقة» وحصل على جائزة عن هذا المسلسل.
من أهم الأعمال التي شارك فيها، مسلسل«رياح الشرق» و«السقوط في بئر سبع» و«ملك روحي» و«نعتذر عن هذا الحلم» و«بطة وأخواتها» و«زهرة في الأرض البور». كما شارك في عدد من الأعمال السينمائية أبرزها «إحنا أصحاب المطار» و«عاوزين لعب» و«شباب تيك أواى» و«سلام مربع للستات» و«علي سبايسي».

## من أعماله
● الحقيقة والسراب 
- شاويش نص الليل [2]
- نور مريم
- نمس بوند
- يتربى في عزو
- دعوة فرح
- ملك روحي
- محمود المصري
- بعد الفراق
- فخ الجواسيس
- ميكانو
- شباب تيك أواى
- السقوط في بئر سبع
- النهر والتماسيح
- أحلام لا تنام
- حدف بحر
- منتهى العشق
- بنات في بنات
- القاصرات
- الطبال
- ظل الرئيس
- ليلة القتل

## روابط خارجية
- خالد محمود على موقع الدهليز
- خالد محمود على موقع قاعدة بيانات الأفلام العربية